# Heinrich Betz
Heinrich Betz  (* 20. September 1944 in Reutlingen) ist ein deutscher Biochemiker und Mediziner.

## Leben und Wirken
Betz studierte ab 1963 an der Universität Tübingen und Universität München. In Tübingen legte er 1969 das Diplom in Biochemie ab, 1971 erwarb er das Staatsexamen in Medizin und promovierte zum Dr. med. Von 1972 bis 1976 war er als Post-Doktorand an der Albert-Ludwigs-Universität Freiburg tätig, wo er sich 1977 habilitierte. 
1976 bis 1979 forschte Betz als Research Fellow der Deutschen Forschungsgemeinschaft an der Abteilung für Molekulare Neurobiologie des Institut Pasteur in Paris. 1979 bis 1983 war er Arbeitsgruppenleiter am Max-Planck-Institut für Psychiatrie in München, 1983 erhielt er einen Ruf nach Heidelberg, wo er bis 1990 am ZMBH forschte und lehrte. Von 1990 bis 2009 war er Direktor der Abteilung für Neurochemie am Max-Planck-Institut für Hirnforschung in Frankfurt und lehrte ab 1993 an der Johann Wolfgang Goethe-Universität Frankfurt am Main. 2009 wurde er emeritiert. Betz ist seit 1989 Mitglied der Academia Europaea.
In seiner Forschung hat sich Betz mit der Wirkungsweise von Neurotransmittern wie Glycin und γ-Aminobuttersäure beschäftigt.

## Preise und Auszeichnungen (Auswahl)
- 1974 Goedecke-Forschungspreis (Freiburg)
- 1983 Carl-Duisberg-Gedächtnispreis (Gesellschaft Deutscher Chemiker, Dortmund)
- 1988 Wilhelm-Feldberg-Preis (Cambridge)
- 1989 Gottfried-Wilhelm-Leibniz-Preis (Deutsche Forschungsgemeinschaft, Bonn)
- 1990 Gay-Lussac-Humboldt-Preis (Centre de Recherche Scientifique, Grenoble)
- 1998 Neuronal Plasticity Prize (Ipsen-Stiftung, Paris)
- 2008 Nature Award for Mentoring in Science (Berlin)
- 2009 Fellow American Association for the Advancement of Science